# Giovanni Battista Guadagnini
Giovanni Battista Guadagnini (23 de junho de 1711 – 18 de setembro de 1786) foi um luthier italiano, considerado um dos mais célebres na arte de fazer instrumentos de corda. Seus instrumentos eram denominados "Stradivarius dos pobres", em referencia a Antonio Stradivari, considerado o melhor fabricante de violinos de todos os tempos.

## Biografia
Guadagnini nasceu em Borgonovo Val Tidone, vila localizada nas cercanias de Piacenza, na região da Emília-Romanha. Aprendeu o ofício ainda jovem, começando a fabricação dos instrumentos com 18 anos e exercendo-a até sua morte.
Giovanni Battista veio de uma família com tradição na área da fabricação de intrumentos. Seu pai Lorenzo Guadanini era Luthier assim como muitos outro menbros da família. Um dos seus filhos, Giuseppe, também continuou a tradiação que foi passada por diversas gerações a frente.
A obra de Guadagnini se divide em quatro períodos, normalmente relacionados com as cidades em que viveu e trabalhou, sendo elas na ordem: Piacenza, Milão, Parma e Turim. Destaca-se dentre todas sua última fase em Turim, onde os intrumentos fabricados são considerados os melhores exemplares do estilo Guadagnini.